# Землетрясение в Вайоминге (2010)
Землетрясение магнитудой 4,8 произошло 5 августа 2010 года в 00:04:17 (UTC) в долине Джэксон-Хол, расположенной в штате Вайоминг (США), в 19,0 км к востоку от посёлка Келли. Гипоцентр землетрясения располагался на глубине 5,0 километров.
Землетрясение ощущалось в населённых пунктах Вайоминга: Келли, Муз, Алта, Дубойс, Джэксон, Моран, Уилсон, Бондурант, Коди, Кора, Даниел, Этна, Грин-Ривер, Ландер, Рок-Спрингс, Тайн. Сообщения о землетрясении поступали также из населённых пунктов из штата Айдахо: Рексберг, Тетония, Виктор, Дриггс, Покателло, Блэкфут, Айдахо-Фолс; очевидцы сообщали о подземных толчках в Биллингс (Монтана) и Солт-Лейк-Сити (Юта). Подземные толчки ощущались и в Национальном парке Йеллоустон.
В результате землетрясения сообщений о жертвах и разрушениях не поступало.

## Форшок и афтершоки
Землетрясению предшествовал небольшой форшок за несколько секунд до основного сейсмического удара. По состоянию на 6 августа 2010 года около 40 небольших афтершоков магнитудой от 1 до 2 потрясли Джэксон-Хол после главного землетрясения. По меньшей мере шесть из них имели магнитуду более 3,0.

## Тектонические условия региона
Округ Титон расположен в межгорном сейсмическом поясе, регионе с относительно высокой сейсмичностью на Межгорном Западе, который простирается от северной Аризоны до западной Монтаны. Большая часть сейсмичности в районе Титона происходит к востоку от Национального парка Гранд-Титон, в районе реки Грос-Вентр, в то время как в самом Титонском разломе землетрясения происходят очень редко.
Исторически землетрясения происходили в каждом округе в штате Вайоминг. Первое документальное свидетельство о землетрясении в Йеллоустонском национальном парке датируется 1871 годом. Йеллоустонский национальный парк является одним из наиболее сейсмически активных регионов в Соединенных Штатах. С 1906 года в округе Титон были зарегистрированы сотни землетрясений магнитудой 2,0 и более. Десять крупнейших из них, магнитудой более 4,1 или с интенсивностью IV и выше (в том числе землетрясение 5 августа 2010 года) перечислены в таблице:
| Дата       | Магнитуда    | Интенсивность | Эпицентр                                                                 |
| ---------- | ------------ | ------------- | ------------------------------------------------------------------------ |
| 24.03.1923 | нет данных   | V             | ~21 км к северо-востоку от Джэксона                                      |
| 26.03.1932 | нет данных   | VI            | ~6,4 км к северо-востоку от Джэксона                                     |
| 14.01.1936 | 5,0 (оценка) | VI            | ~30,5 км к юго-западу от южного входа в Йеллоустонский национальный парк |
| 23.02.1948 | 5,0 (оценка) | VI            | ~21 км к западу от Джэксона                                              |
| 20.12.1983 | 4,5          | IV            | ~16 км к югу от Джэксона                                                 |
| 28.12.1993 | 4,7          | V             | ~54,7 км к востоку от Джэксона                                           |
| 27.08.1995 | 4,5          |               | В окрестностях Джой-Парка и озера Энос                                   |
| 20.06.1998 | 4,7          |               | ~5,6 км к юго-востоку Хобека                                             |
| 21.07.2004 | 5,0          |               | В районе Грос-Вентр                                                      |
| 05.08.2010 | 4,8          |               | В районе Грос-Вентр                                                      |